# 盤竜類
盤竜類（ばんりゅうるい、Pelycosauria）は、古生代石炭紀およびペルム紀において繁栄した陸生脊椎動物のグループ。四肢動物上綱・単弓綱（旧「哺乳類型爬虫類」）の下位分類群の一つ。初期有羊膜類から進化した単弓類の初期グループで、ここから（哺乳類を含む）獣弓類が派生した。形態は現在の哺乳類からはかなり異なっているが、歯の生える場所によりその形態が異なる異歯性が現れ始めているなど、既に哺乳類的な特徴は見られる。ディメトロドンなどが代表的な属である。

## 進化史

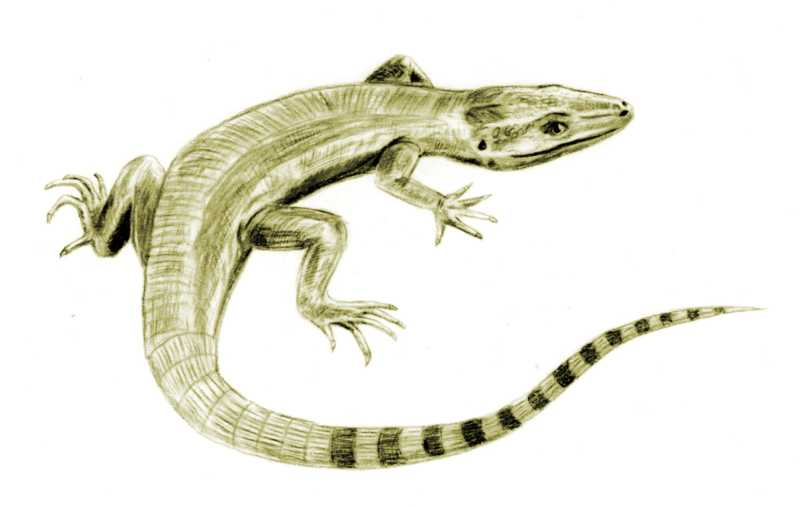
アーケオシリス想像図。

盤竜類は石炭紀後期に現れ、ペルム紀前期に繁栄したグループである。その初期から草食に適化したものや獰猛な捕食動物を輩出した。かれらはペルム紀中期には衰退し、後期初頭には絶滅してしまっていた。代わって繁栄したのが、その子孫である獣弓類であった。彼等の衰退、絶滅の原因は明らかになっていないが、超大陸パンゲア大陸の形成に向かう大陸移動、地殻活動による環境の変化や獣弓類との競合などが考えられる。更に、多くの盤竜類の衰退と絶滅は約2億7千万年前のペルム紀前期末に起きた何らかの環境激変による中小規模の大量絶滅事変の一部であったことが指摘されている（提唱者の古生物学者エベレット・C・オルソンにちなみ、オルソン絶滅事変en:Olson's Extinctionと呼ばれる）。
盤竜類は、かつては初期有羊膜類のうち杯竜類のカプトリヌス形態と呼ばれるグループから進化したとされていた。しかし、このグループが盤竜類以上に特殊化が進んでいる事が分かり、祖先からは外された。その後、分岐学の発達の結果、盤竜類（単弓類）は、極めて初期に竜弓類（爬虫類を含むグループ）から分岐している事が分かった。現時点において、盤竜類の祖となる生物がいかなる形態であったかは判明していない。
最初の盤竜類（単弓類）とされるのが、アーケオシリスおよび Clepsydrops である。これらはトカゲと大差ない外観の生物であったが、頭骨には側頭窓が存在していた。生息していた年代は3億1,130万年から3億920万年前とされる。やや遅れて現れたのが、高度に植物食に適応したエダフォサウルスである。この生物は帆を持っている事で有名であるが、史上最初の植物食有羊膜類でもある。かれらはペルム紀前期まで生き延びた。
そしてペルム紀前期に現れたディメトロドンは、強力な捕食動物であった。エダフォサウルス同様帆を持っている事で有名である。このディメトロドンを含むスフェナコドン科は、石炭紀後期に出現し、ペルム紀中期までの約4,000万年もの間命脈を保った。更にスフェナコドン科に近い系統から獣弓類の祖型が派生している。また、衰退しつつあるエダフォサウルス科に代わって繁栄したのが、同じく植物食のカセアなどのカセア科であった。かれらは盤竜類の中でも最後（ペルム紀中期末）まで生き延びたグループとなった。しかし、ペルム紀中期にはそのカセア科も含め盤竜類は、新鋭の獣弓類との生存競争に打ち負かされていき、やがて全ての盤竜類は絶滅していった。
盤竜類は、獣弓類だけでなく多様性を高める双弓類（爬虫類）はじめとする竜弓類とも競合せねばならず、ペルム紀の前期末、更に中期末（キャピタニアン絶滅事変en:Capitanian mass extinction event）と相次いだ大量絶滅事変も相まって、ペルム紀中期末を最後に姿を消した。ペルム紀後期以降、盤竜類の化石記録は完全に見られなくなる。単弓類は獣弓類に進化した系統のみが生き残る事になった。

## 形態
頭骨
眼窩後部に側頭窓を一つ持つ。
口蓋
骨性二次口蓋を持たない。
歯
極めて初期の段階から犬歯の発達など異歯性が認められる。スフェナコドン科だけでなく、エオシリスやイアンタサウルスといった系統上離れた種にも認められる事から、極めて初期段階から生じていたと思われる。エダフォサウルスなどは口蓋部に歯を持っている。この特徴は、一般には両生類的な特徴とされる。しかし、その祖先的な種には存在しない事から、これは二次的に獲得したものと思われる。
帆
エダフォサウルス科及びスフェナコドン科の二つのグループに、背中に帆を持つものが存在した。これは各々独自に獲得したものと思われる。これは脊椎の棘突起が伸長したものであり、その用途は熱交換及びディスプレイの為であったと考えられている。

## 分布
化石は北アメリカ大陸、特にテキサス近辺のものが大半であるが、ヨーロッパ、北アフリカからも出土している。またペルム紀中期、盤竜類が衰退していく中で、僅かに生き残ったものがロシアと南アフリカに生息していたことが化石から確認されている。ペルム紀は全ての大陸が繋がった超大陸パンゲアが形成されており、当時、これらの化石産地は全て陸続きであった。

## 系統

### 定義
獣弓類は盤竜類スフェナコドン科から進化したグループであり、盤竜類は側系統群となる。初期の単弓類という程度の意味しか持たず、系統を正確に反映した分類群ではないために分岐学の立場を取る場合使われない。ただし、進化分類学においては使用されている。ちなみに真盤竜亜目は、獣弓類及びその近縁の盤竜類のメンバーと哺乳類を含む単系統群とされる。

### 上位分類
- 有羊膜類 Amniota
  - 竜弓類 Sauropsida
    - 爬虫類 Reptilia
      - 双弓類 Diapsida

  - 単弓類 Synapsida
    - 盤竜類 Pelycosauria
    - 獣弓類 Therapsida

## 下位分類
オフィアコドン科
上記の様に、現時点で知られている最初の盤竜類はアーケオシリスである。しかし、この生物が全盤竜類の祖という訳ではない。アーケオシリスはオフィアコドン科に分類されたが、このグループ自体、かなり特殊化が進んでいるからである。また、エオシリスなどより原始的な特徴を持つものも発見されている事から、盤竜類が他の有羊膜類から分岐したのは、石炭紀中期以前まで遡る可能性がある。その多くは沼沢地に住む肉食動物であった。
ヴァラノプス科
オオトカゲ（Varanus）に由来する名の通り、現生の陸生のオオトカゲを含むトカゲに近い形態と生態をもっていたとされる初期のグループである。大型のものは肉食、小型のものは昆虫食だったとされる。南アフリカのペルム紀中期末の地層で化石が発掘されていたヘレオサウルス（en:Heleosaurus）を詳細に研究し直した結果、従来考えられていた双弓類ではなくヴァラノプス科に属する単弓類だったという学説が2009年に発表されており、最も遅くまで生き残った盤竜類の一つだったことになる。
エダフォサウルス科
真盤竜類の中でも最も草食に適化したのが、エダフォサウルスである。大きく前後にスライド可能な顎関節や口蓋部の多数の歯、カセア類程ではないが樽の様にでっぷりとした胴体など、盤竜類の歴史の中でもごく初期段階の種であるにもかかわらず、極めて洗練された植物食への適応を見せる。ただし、ディアデクテスの様な二次口蓋は持たなかった。また、帆を持つ事で体温を一定に保つことができたと思われる。この時期、ディメトロドンなどのスフェナコドン科や両生綱・分椎目のプラティヒストリクスなども帆を持っていた。
スフェナコドン類
強肉食へと適応したのは、ディメトロドンを含むスフェナコドン類であった。このグループは更に、初期に分岐したハプドトゥス属などと特殊化したスフェナコドン科に分けられる。そして、スフェナコドン科の姉妹群となるのが獣弓類である。うち、スフェナコドン科の幾つかの属に帆を持つものがいた。これを利用する事で、彼らは活動的な捕食者となった。一方、獣弓類が派生したのは帆を持たぬ特殊化していないグループからであった。
カセアサウルス亜目
先述のエオシリスの属するエオシリス科は、植物食に適応したカセア科とあわせてカセア亜目を構成しているが、この亜目はそれ以外の真盤竜類からはかなり早い段階で分岐したグループである。エオシリス科は1m以下と小型で昆虫食または肉食と思しき生物であったが、カセア科では大型化が進んでいる。カセア科の最大の特徴は、小さな頭蓋とそれに似合わぬ巨大な胴体である。慣性恒温性を高め、食べた植物を発酵させる為の適応だと思われる。エダフォサウルスよりも草食への適化の度合いは低いものの、盤竜類では最大となるコティロリンクスなどを輩出している。
その他
- 真盤竜亜目 Eupelycosauria
  - オフィアコドン科 Ophiacodontidae : アーケオシリス,オフィアコドン
  - ヴァラノプス科 Varanopseidae
  - エダフォサウルス科 Edaphosauridae : エダフォサウルス,イアンタサウルス
  - スフェナコドン類 Sphenacodontia
    - ハプトドゥス属 Haptodus
    - Sphenacodontoidea
      - スフェナコドン科 Sphenacodontidae : ディメトロドン,スフェナコドン
      - テトラケラトプス科 Tetraceratopsidae : テトラケラトプス
      - 獣弓類 Therapsida
        - 哺乳類 Mammalia

- カセア亜目 Caseasauria
  - エオシリス科 Eothyrididae : エオシリス
  - カセア科 Caseidae : カセア,コティロリンクス